# John O'Hare
John O'Hare (Renton, 24 settembre 1946) è un ex calciatore scozzese, di ruolo attaccante.
Ha giocato con Derby County e Nottingham Forest, vincendo due campionati e due Coppe dei Campioni consecutive, nel 1978-1979 e nel 1979-1980.

## Carriera

### Club
Nato a Renton, in Scozia, iniziò la sua carriera iniziò nel Sunderland
Nell'estate 1967 con il Sunderland disputò il campionato nordamericano organizzato dalla United Soccer Association: accadde infatti che tale campionato fu disputato da formazioni europee e sudamericane per conto delle franchigie ufficialmente iscritte al campionato, che per ragioni di tempo non avevano potuto allestire le proprie squadre. Il Sunderland rappresentò i Vancouver Royal Canadians, che conclusero la Western Division al quinto posto finale.
Nel 1967 Brian Clough decise di portarlo al Derby County in Second Division spendendo la cifra di 22.000 £. Con la squadra delle East Midlands debuttò il 19 agosto di quell'anno, segnando subito un gol nella vittoriosa partita contro il Charlton Athletic. Ottenne con la propria squadra la promozione in First Division nel 1969 e si laureò campione d'Inghilterra nella stagione 1971-1972, segnando 13 reti. La stagione successiva, dopo aver segnato 2 reti nelle prime 17 partite, il suo posto in attacco venne occupato da Roger Davies e fu spostato a centrocampo scendendo in campo, nonostante gli infortuni, per 34 volte con 4 gol. Dopo una stagione in cui fu schierato 7 volte e l'arrivo di Bruce Rioch, un altro centrocampista, dopo sette stagioni, 248 presenze e 65 reti, nel 1974 lasciò il Derby per seguire Clough al Leeds Utd che lo acquistò per 130.000 sterline. Qui, anche a causa dell'esonero dell'allenatore avvenuto appena un mese dopo l'inizio del campionato, collezionò 7 presenze ed una rete. Seguì l'allenatore di Middlesbrough anche nell'avventura al Nottingham Forest nuovamente in Second Division. Dopo aver conquistato la promozione al termine della stagione 1976-1977, così come il Derby County il Nottingham vinse il campionato da neopromossa e nel 1979 si laureò campione d'Europa, successo bissato nella stagione successiva al termine della quale si ritirò.

### Nazionale
Debuttò nella Nazionale scozzese il 18 aprile 1970 contro l'Irlanda del Nord. Rimase nel giro della Nazionale per due anni collezionando 13 presenze e 5 gol.

## Statistiche

### Presenze e reti nei club
| Stagione                 | Squadra                   | Campionato               | Campionato | Campionato | Coppe nazionali | Coppe nazionali | Coppe nazionali | Coppe continentali | Coppe continentali | Coppe continentali | Altre coppe | Altre coppe | Altre coppe | Totale | Totale |
| Stagione                 | Squadra                   | Comp                     | Pres       | Reti       | Comp            | Pres            | Reti            | Comp               | Pres               | Reti               | Comp        | Pres        | Reti        | Pres   | Reti   |
| ------------------------ | ------------------------- | ------------------------ | ---------- | ---------- | --------------- | --------------- | --------------- | ------------------ | ------------------ | ------------------ | ----------- | ----------- | ----------- | ------ | ------ |
| 1964-1965                | Sunderland                | FD                       | ?          | ?          | -               | -               | -               | -                  | -                  | -                  | -           | -           | -           | ?      | ?      |
| 1965-1966                | Sunderland                | FD                       | ?          | ?          | -               | -               | -               | -                  | -                  | -                  | -           | -           | -           | ?      | ?      |
| 1966-1967                | Sunderland                | FD                       | ?          | ?          | -               | -               | -               | -                  | -                  | -                  | -           | -           | -           | ?      | ?      |
| Totale Sunderland        | Totale Sunderland         | Totale Sunderland        | 51         | 14         |                 | 0               | 0               |                    | 0                  | 0                  |             |             |             | 51     | 14     |
| 1967                     | Vancouver Royal Canadians | USA                      | 11         | 1          | -               | -               | -               | -                  | -                  | -                  | -           | -           | -           | 11     | 1      |
| 1967-1968                | Derby County              | SD                       | ?          | ?          | LC              | ?               | 6               | -                  | -                  | -                  | -           | -           | -           | ?      | ?      |
| 1968-1969                | Derby County              | SD                       | ?          | ?          | -               | -               | -               | -                  | -                  | -                  | -           | -           | -           | ?      | ?      |
| 1969-1970                | Derby County              | FD                       | 41         | 13         | -               | -               | -               | -                  | -                  | -                  | -           | -           | -           | ?      | ?      |
| 1970-1971                | Derby County              | FD                       | 42         | 13         | -               | -               | -               | -                  | -                  | -                  | -           | -           | -           | ?      | ?      |
| 1971-1972                | Derby County              | FD                       | 40         | 13         | -               | -               | -               | -                  | -                  | -                  | -           | -           | -           | ?      | ?      |
| 1972-1973                | Derby County              | FD                       | 34         | 4          | -               | -               | -               | -                  | -                  | -                  | -           | -           | -           | ?      | ?      |
| 1973-1974                | Derby County              | FD                       | 10         | 0          | -               | -               | -               | -                  | -                  | -                  | -           | -           | -           | ?      | ?      |
| Totale Derby County      | Totale Derby County       | Totale Derby County      | 248        | 65         |                 | ?               | ?               |                    | ?                  | ?                  |             |             |             | ?      | ?      |
| 1974-1975                | Leeds Utd                 | FD                       | 7          | 1          | -               | -               | -               | -                  | -                  | -                  | -           | -           | -           | 7      | 1      |
| 1975-1976                | Nottingham Forest         | SD                       | 40         | 9          | -               | -               | -               | -                  | -                  | -                  | -           | -           | -           | ?      | ?      |
| 1976-1977                | Nottingham Forest         | SD                       | 22         | 3          | -               | -               | -               | -                  | -                  | -                  | -           | -           | -           | ?      | ?      |
| 1977-1978                | Nottingham Forest         | FD                       | 10         | 0          | -               | -               | -               | -                  | -                  | -                  | -           | -           | -           | ?      | ?      |
| 1978-1979                | Nottingham Forest         | FD                       | 12         | 0          | -               | -               | -               | -                  | -                  | -                  | -           | -           | -           | ?      | ?      |
| 1979-1980                | Nottingham Forest         | FD                       | 7          | 0          | -               | -               | -               | -                  | -                  | -                  | -           | -           | -           | ?      | ?      |
| Totale Nottingham Forest | Totale Nottingham Forest  | Totale Nottingham Forest | 101        | 84         |                 | ?               | ?               |                    | ?                  | ?                  |             |             |             | ?      | ?      |
| Totale carriera          | Totale carriera           | Totale carriera          | 417        | 165        |                 | ?               | ?               |                    | ?                  | ?                  |             |             |             | ?      | ?      |

## Palmarès

### Competizioni nazionali
- Campionato inglese: 2

Derby County: 1971-1972
Nottingham Forest: 1977-1978
- Charity Shield: 1

Nottingham Forest: 1978
- Coppa di Lega inglese: 2

Nottingham Forest: 1977-1978, 1978-1979

### Competizioni internazionali
- Coppa dei Campioni: 2

Nottingham Forest: 1978-1979, 1979-1980
- Supercoppa UEFA: 1

Nottingham Forest: 1979